# 2010年2月逝世人物列表
2010年逝世人物列表：1月 - 2月 - 3月 - 4月 - 5月 - 6月 - 7月 - 8月 - 9月 - 10月 - 11月 - 12月
2010年2月逝世人物列表，是用于汇总2010年2月期间逝世人物的列表。

## 依日期排序

### 2月28日
- 林誠一，73歲，台灣銀行家，誠泰銀行、中華開發金控董事長，心肌梗塞發作不治。中央社[]

### 2月27日
- 刘耕陶，77岁，中国工程院院士、中国医学科学院药物研究所药理学研究室研究员。协和医科大学[]

### 2月24日
- 宮粉紅，98歲，香港粵劇名伶，演員陳寶珠之養母，觀看陳寶珠粵劇演出時突然暈倒不治。Yahoo!雅虎香港新聞
- 洪一峰，82歲，台灣台語歌曲創作家兼歌手，有「寶島歌王」之稱。中時電子報 TVBS（页面存档备份，存于）
- 张广学，89岁，中国科学院院士、中国科学院动物研究所研究员，昆虫学家。中国科学院

### 2月23日
- 范明，95歲，中华人民共和国开国少将，原中共西藏工委副书记、西藏军区第一副政治委员，病逝。华商网（页面存档备份，存于）

### 2月21日
- 張仃，94歲，中國藝術家，原中央工艺美术学院院长，曾負責1949年開國大典美術設計，领导設計國徽，美术片《哪吒闹海》美术总设计。新浪網[永久]
- 賈鴻秋，53歲，台灣知名愛狗人士，曾長跪於鴻海精密門口請求郭台銘照顧流浪狗。摔傷致顱內出血身亡。壹蘋果

### 2月20日
- 亞歷山大·黑格（Alexander Meigs Haig, Jr.），85歲，美國國務卿(1981-1982)。聯合新聞網[]、蘋果日報（页面存档备份，存于）

### 2月19日
- 张越，35岁，二手玫瑰乐队、子曰秋野乐队前鼓手，因大动脉破裂胃出血逝世。[1]
- 董申保，93岁，中国地质学家，中国科学院院士，北京大学教授，因病逝世。科学网（页面存档备份，存于）

### 2月17日
- 藤田真，76歲，日本喜劇演員, 剣劇俳優, 大動脈瘤破裂。日刊運動新聞（页面存档备份，存于）

### 2月16日
- 尹志強，53歲，香港足球運動員及演員，有「亞洲第一中鋒」之稱號，因鼻咽癌逝世。明報
- 李先忠，102岁，中国红军老兵，病逝。虎扑網

### 2月14日
- 張亞林，28歲，中國足球運動員，效力於大連實德，因淋巴腺癌逝世。搜狐體育（页面存档备份，存于）
- 陳宏瑋，33歲，台灣男性配音員，因心肌梗塞而病逝。台灣配音資料庫

### 2月12日
- 诺达尔·库玛丽塔什维利（拉丁轉寫：Nodar Kumaritashvili），22歲，格鲁吉亚雪橇运动员，在训练中发生意外身亡。新华网（页面存档备份，存于）
- 拿殊（Viva Nash），94歲，美國最老死囚在亞利桑那州監獄「自然死亡」。新浪網[永久]

### 2月11日
- 班乃信（Geoffrey Thomas Barnes），77歲，香港官員，總督特派廉政專員（1985年－1988年）、保安司（1988年－1990年）。蘋果日報（页面存档备份，存于）
- 霍懋征，88歲，中國教育家。新浪網
- 亞歷山大·麥昆（Alaxander McQueen），40歲，英國時裝設計師，死於自殺。bbc（页面存档备份，存于）
- 李继祖，73岁，秦腔表演艺术家、国家一级演员。华商报（页面存档备份，存于）
- 邵正和，72歲，古巴華裔將軍。中國評論新聞網（页面存档备份，存于）

### 2月10日
- 查理·威爾森（Charlie Wilson），76歲，美國眾議員，因心臟麻痺逝世。聯合報[]
- 翁雯柔，44歲，台灣長庚醫院皮膚科醫師，有「美女醫生」稱號，罹肺腺癌去世。中時電子報[永久] 聯合新聞網

### 2月9日
- 周啟邦，75歲，香港社交界名人、律師，因腸癌病逝。明報

### 2月6日
- 郭宗清，82歲，中華民國(台灣)海軍二級上將，首位台籍海軍上將，曾任國防部聯合作戰訓練部主任、國防部副部長。[2]

### 2月5日
- 費劍平，38歲，中國華中科技大學經濟學院經濟學系副主任，罹肝癌過世。華中科技大學經濟學院官網[]

### 2月4日
- 盛特偉，95歲，中國大陸水墨動畫奠基人、中國動畫學會會長、上海美術電影製片廠第一任廠長，因呼吸衰竭搶救無效，於上海逝世。新浪新聞（页面存档备份，存于）

### 2月3日
- 錢春綺，89歲，中國大陸德語翻譯家。中新網

### 2月2日
- 王寵林，88歲，中國河北天主教趙縣教區榮休主教。信德網[]
- 黃廷芳，81歲，新加坡企業家兼首富，新加坡遠東機構及香港信和集團創辦人。蘋果日報（页面存档备份，存于）